# 9365 Chinesewilson
A 9365 Chinesewilson (ideiglenes jelöléssel 1992 RU3) a Naprendszer kisbolygóövében található aszteroida. Eric Walter Elst fedezte fel 1992. szeptember 2-án.